# Большая Грибань
Большая Грибань — река в России, протекает в Грибановском районе Воронежской области. Правый приток Вороны.

## География
Река берёт начало у посёлка городского типа Грибановского. Течёт на север, затем поворачивает на восток. Сливается со своим левым притоком, рекой Малая Грибань. Устье реки находится в 20 км по правому берегу реки Ворона. Длина реки составляет 16 км, площадь водосборного бассейна 84,7 км². 

## Данные водного реестра
По данным государственного водного реестра России относится к Донскому бассейновому округу, водохозяйственный участок реки — Ворона, речной подбассейн реки — Хопер. Речной бассейн реки — Дон (российская часть бассейна).
По данным геоинформационной системы водохозяйственного районирования территории РФ, подготовленной Федеральным агентством водных ресурсов:
- Код водного объекта в государственном водном реестре — 05010200212107000006939
- Код по гидрологической изученности (ГИ) — 107000693
- Код бассейна — 05.01.02.002
- Номер тома по ГИ — 07
- Выпуск по ГИ — 0